# ジン ジン ジングルベル
「ジン ジン ジングルベル」は、1995年12月1日に森高千里が発表した楽曲、及び27枚目のシングル。CDコードはEPDA-21。

## 解説
- 森高本人が出演したサントリー『アイスジン（クリスマス編）』CM曲。その楽曲をクリスマス・ソング仕様にしたヴァージョンが表題曲「ジン ジン ジングルベル」となり、商品名が歌われるCMヴァージョン「GIN GIN ジングルベル」も収録している。通常のサントリー『アイスジン』CM曲であり、本楽曲のオリジナル・ヴァージョンにあたる「GIN GIN GIN」はこのシングル発売時点では未発売であったが、半年後の1996年7月発売のオリジナル・アルバム『TAIYO』に収録された。なお『TAIYO』には「ジン ジン ジングルベル」「GIN GIN ジングルベル」両ヴァージョン未収録となっている。
- CDのジャケットを見ると1曲目は、「JIN JIN　JINGLE BELL」表記。「ジン」はジングルベルの「JIN」になっている。そしてカップリングの「ジン」はお酒の「GIN」に掛かっているという、シングルCDを持っていないと気づかない細かなこだわりがある。

## 収録曲
1. ジン ジン ジングルベル（作詞・作曲：森高千里／編曲：高橋諭一）
2. GIN GIN ジングルベル（作詞・作曲：森高千里／編曲：高橋諭一）
3. 一月一日（作詞：千家尊福／作曲：上真行／編曲：高橋諭一）
4. ジン ジン ジングルベル（オリジナルカラオケ）

## 演奏

### ジン ジン ジングルベル
- 森高千里　ドラムス、コーラス
- 前嶋康明　アコースティックピアノ、フェンダーローズ
- 横山雅氏　ベース
- 高橋諭一　ギター、キーボード、プログラミング
- 瀬戸由紀男　ギター

### GIN GIN ジングルベル
- 森高千里　ドラムス、コーラス
- 前嶋康明　アコースティックピアノ、フェンダーローズ
- 横山雅氏　ベース
- 高橋諭一　ギター、キーボード、プログラミング
- 瀬戸由紀男　ギター

### 一月一日
- 森高千里　ドラムス
- 前嶋康明　アコースティックピアノ、フェンダーローズ
- 横山雅氏　ベース
- 高橋諭一　キーボード、プログラミング
- 瀬戸由紀男　ギター

## 佐々木希盤
「ジン ジン ジングルベル feat.Pentaphonic」は、佐々木希の2枚目のシングル。

### 収録曲
1. ジン ジン ジングルベル feat.Pentaphonic
（作詞：Pentaphonic、編曲・作曲：masaru iwabuchi）
2. ジン ジン ジングルベル feat.Pentaphonic 〜VIVID Neon*-CELEB PARTY REMIX〜
3. ジン ジン ジングルベル feat.Pentaphonic ガールズカラオケ
4. ジン ジン ジングルベル feat.Pentaphonic メンズカラオケ

## トゥインクルヴェール from SUPER☆GiRLS盤
2013年12月4日に、SUPER☆GiRLS（トゥインクルヴェール from SUPER☆GiRLS名義）の8枚目のシングルとしてiDOL Streetから発売された。

### 概要
- トゥインクルヴェール from SUPER☆GiRLSは八坂沙織、志村理佳、渡邉ひかる、宮崎理奈、勝田梨乃、荒井玲良からなるSUPER☆GiRLSのユニットである。
- 初回限定盤には「ジン ジン ジングルベル」のPVとメイキングが収録されたDVD付き。

### 収録曲
1. ジン ジン ジングルベル
2. Survival
作詞：森月キャス、作曲：大西克巳、編曲：THE ROG
3. ジン ジン ジングルベル（Instrumental）
ジャケットBにのみ収録。
4. Survival（Instrumental）
ジャケットBにのみ収録。
5. トゥィンクルヴェール のレコーディングからこんにちわ!
ジャケットCにのみ収録。

### イベント
| 日程                     | 公演名                                                                | 会場                                                                                 | 備考                                                    |
| ------------------------ | --------------------------------------------------------------------- | ------------------------------------------------------------------------------------ | ------------------------------------------------------- |
| 2013年 11月17日・12月1日 | 予約購入特典イベント 3ユニット合同 グループ別ロング握手会             | avex本社                                                                             | 3部制 mu-moショップで販売された参加券付き商品購入者対象 |
| 12月3日                  | イトーヨーカドー×SUPER☆GiRLSメンバー店員企画!!「いってみヨーカドー♪」 | アリオ西新井 アリオ亀有                                                              | ミニライブ・CD即売会                                    |
| 12月4日                  | 発売記念 Thanksgiving Event                                           | タワーレコード新宿 SHIBUYA TSUTAYA TSUTAYA EBISUBASHI タワーレコード名古屋近鉄パッセ | グループ別握手会                                        |
| 12月5日                  | 発売記念 Thanksgiving Event                                           | タワーレコード秋葉原 アキバ☆ソフマップ1号店 タワーレコード渋谷 ディスクピア日本橋    | グループ別握手会                                        |
| 12月6日                  | 発売記念 Thanksgiving Event                                           | SHIBUYA TSUTAYA アキバ☆ソフマップ1号店 タワーレコード渋谷                            | グループ別握手会                                        |
| 12月9日                  | 発売記念 Thanksgiving Event                                           | TSUTAYA EBISUBASHI                                                                   | グループ別握手会                                        |
| 12月7日                  | 発売記念 ライブ&握手会イベント                                        | ラゾーナ川崎プラザ                                                                   | ミニライブ・グループ別握手会                            |
| 12月8日                  | 発売記念 ライブ&握手会イベント                                        | 千里セルシー                                                                         | ミニライブ・グループ別握手会                            |
| 12月14日                 | 発売記念 握手会イベント                                               | サンライズビル                                                                       | グループ別握手会                                        |
| 12月15日                 | 発売記念 個別ロング握手会                                             | 竹芝ニューピアホール                                                                 | 7部制 mu-moショップで販売された参加券付き商品購入者対象 |